# Asch-Schaich Muwannis
Koordinaten: 32° 6′ 50″ N, 34° 48′ 15″ O
Der Ort asch-Schaich Muwannis (arabisch الشـَّيْخُ مُوَنِّس, DMG aš-Šaiḫu Muwannis, auch al-Schaich Muannes; hebräisch שייח' מוניס) war ein Dorf, nordöstlich der Jarkon-Mündung im Britischen Mandatsgebiet Palästinas, dessen arabisch-palästinensische Bewohner im März 1948 flohen, als fremde Truppen aus dem arabischen Ausland zu ihrer Unterstützung im seit November 1947 laufenden Bürgerkrieg im Mandatsgebiet 1947/1948 ins Land einsickerten, während bewaffnete jüdische Siedler dem zuvorzukommen versuchten und Briten bereits weitgehend abgezogen waren.
Der größte Teil des Dorfes wurde noch vor der israelischen Staatsgründung zerstört. Die Dorffläche wurde dem Stadtgebiet von Tel Aviv hinzugefügt und bildet heute den Südosten des Stadtteils Ramat Aviv sowie den Standort der Universität Tel Aviv.

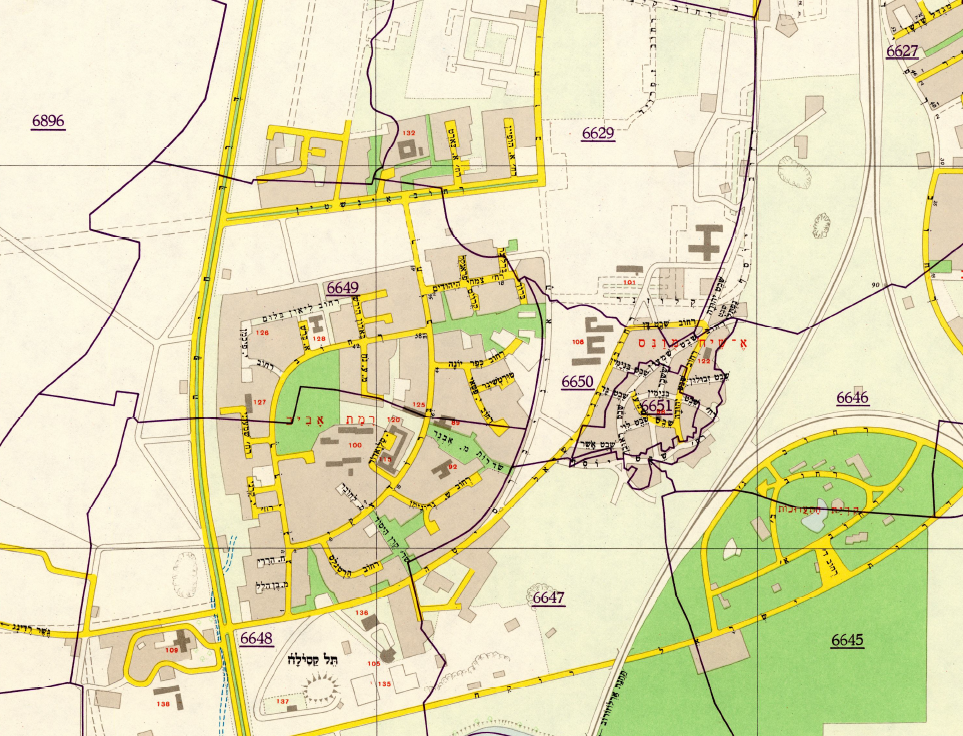
Stadtplan von 1964 mit dem gewachsenen Dorfkern von asch-Schaich Muwannis (rechts) und dem neu angelegten Ramat Aviv

## Geschichte
Das Dorf wurde entweder Ende des 18. Jahrhunderts oder Anfang des 19. Jahrhunderts im damals zum Vilâyet Syrien gehörigen Gebiet gegründet. In den 1830er Jahren, als Palästina von Muhammad Ali Pascha, dem Gouverneur der osmanischen Provinz Ägypten, erobert wurde, siedelten sich zusätzlich einige Bauern an. 1841 kam der Ort an den neu gebildeten Sandschak Jerusalem. Unter dem Völkerbundsmandat für Palästina, das Großbritannien innehatte, wurde der Ort Teil des von den britischen und französischen Großmächten aus syrischen, libanensischen und Jerusalemer Gebietsstücken neu zugeschnittenen, amtlich nunmehr Palästina genannten Territoriums. In der Mandatszeit expandierte das Dorf und wurde wohlhabender. Die Bevölkerung des Dorfes und der näheren Umgebung betrug 1948 etwa 2.000 Einwohner. Diese wiederum waren umgeben von den großen jüdischen Siedlungen Tel Aviv, Herzlia und anderen.
Daher wurde im Teilungsplan der UN für Palästina das Dorf dem künftig jüdischen Territorium zugeteilt.
Im laufenden Bürgerkrieg, vor dessen Internationalisierung durch einsickernde ausländische arabische Truppen 1948 zum Krieg um Israels Unabhängigkeit, hatte der Rat des Dorfes Kontakt zu einer zionistischen Militärorganisation, der Hagana und vereinbarte unter Geheimhaltung vor den arabischen Truppen, nicht an den Kriegshandlungen teilzunehmen. Darüber hinaus verlangte die Hagana die Zusage, jeglichen Einmarsch arabischer Truppen in das strategisch wichtige Dorf sofort der jüdisch-palästinensischen Militärführung zu melden. Als sich schließlich arabische Verbände im März 1948 auf den Weg nach asch-Schaich Muwannis machten, wurde das Dorf von der Hagana umzingelt und belagert, um deren Eindringen zu verhindern. Während der Belagerung kam es zu Entführungen von Dorfbewohnern durch Gruppen der Lechi, die nicht der Hagana angehörten. Dieser Umstand sowie das Leiden der Bevölkerung unter der Belagerung führten dazu, dass die Dorfbewohner durch die einzige Öffnung des Belagerungsrings Richtung Osten flohen.

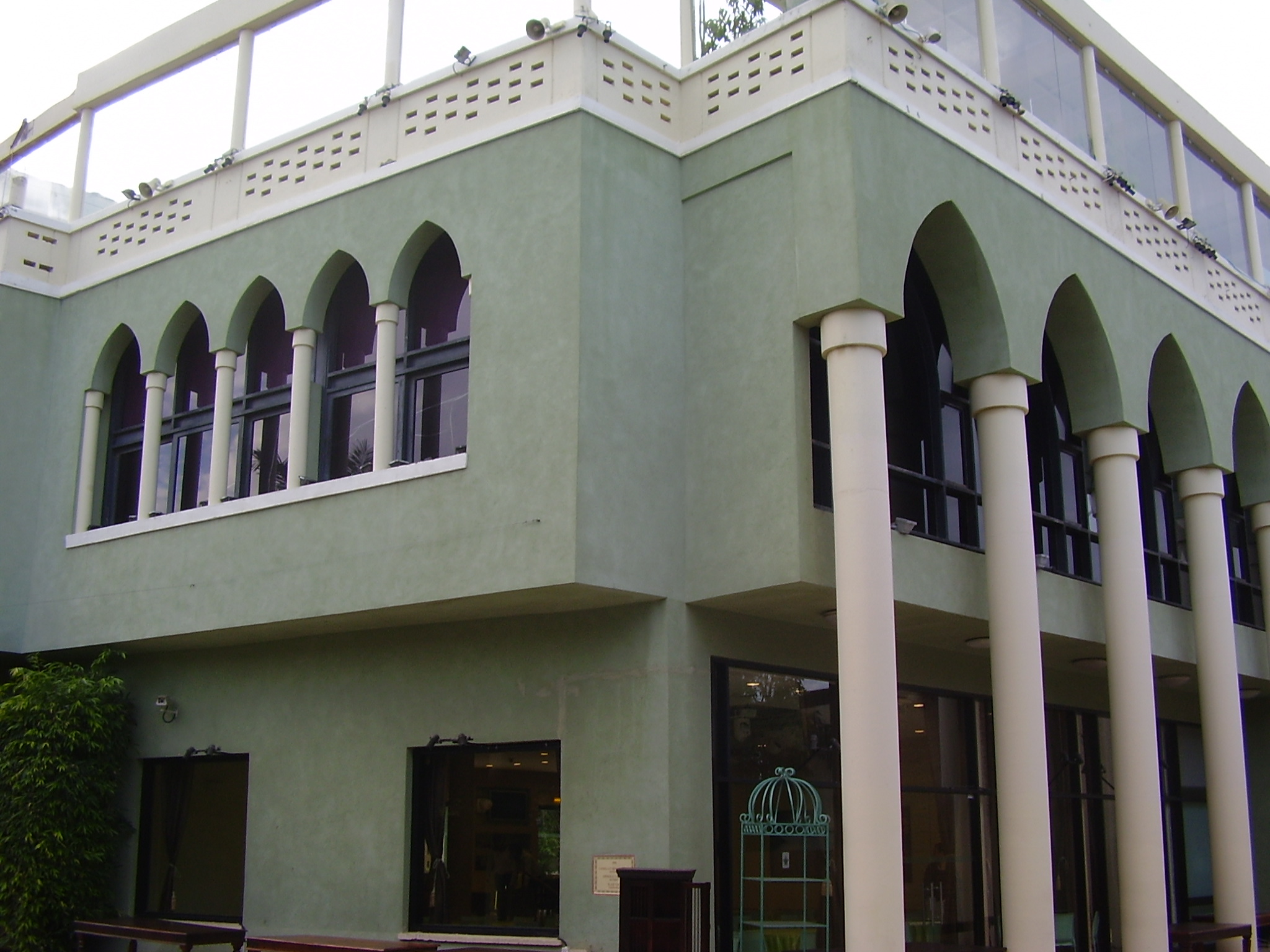
Ha-Bajit ha-Jaroq (Grünes Haus), 2010

Nach eigenen Berichten der Hagana konnte diese daraufhin das Dorf ohne Kampf einnehmen. Das Verlassen sowie die anschließende Einnahme des Dorfes ist Teil dessen, was Palästinenser Nakba nennen. Viele der Flüchtlinge zogen nach Qalqiliya und Tulkarem.
Nach der Einnahme wurde der größte Teil der Häuser von Israelis zerstört, die restlichen von jüdischen Flüchtlingen aus Osteuropa und arabisch-jüdischen Vertriebenen aus Nordafrika bezogen. Zudem wurde auf unbebautem Grund des Dorfes westlich von dessen Siedlungskern der Stadtteil Ramat Aviv gegründet. In den 1990er Jahren wurden die Reste des Dorfes mit der Erweiterung der Universität Tel Aviv abgerissen. Das einzig erhaltene Haus (הַבַּיִת הַיָּרֹק ha-Bajit ha-Jaroq, deutsch ‚das grüne Haus‘), welches vorher einer der reichsten Familien der Umgebung gehörte, dient heute als Clubhaus und Mensa der Universität.
Die israelische Gruppe Zochrot organisierte am Nakba-Tag 2004 einen Protestmarsch und forderte die Stadtverwaltung von Tel Aviv dazu auf, sechs Straßen in Erinnerung an zerstörte arabisch-palästinensische Dörfer zu benennen, unter anderem eine nach asch-Schaich Muwannis. Der israelische Historiker Shlomo Sand schlug der Universität Tel Aviv, an der er lehrte, vor, im „Grünen Haus“ ein Museum zum Gedenken an die Nakba der entwurzelten Bewohner von asch-Schaich Muwannis einzurichten.